# Aqüeducte dels Arquets
L'aqüeducte dels Arquets o aqüeducte dels Arcs situat a Manises a la comarca de l'Horta Sud, és un aqüeducte que permet salvar la séquia de Quart, el barranc del Salt d'Aigua. Aquesta té el seu origen a l'assut Quart-Benàger-Faitanar, aigües amunt del riu Túria. La séquia distribueix les aigües que reguen àmplies zones de l'horta valenciana a l'est de la capital.
L'aqüeducte forma part d'una xarxa d'enginyeria hidràulica representativa d'una forma d'assentament humà, d'intervenció en l'entorn i explotació dels seus recursos que s'ha produït a l'Horta de València des de la romanització.

## Dades històriques
L'aprofitament de les aigües del Túria per a tot tipus d'usos és un fet comprovat des d'antic, a la vista de la profusa xarxa de canalitzacions que caracteritza totes les comarques limítrofes amb el tram final del riu. Així mateix en ambdues ribes existeixen, a part de les conduccions i séquies hui en servici, una sèrie de restes arqueològiques de diversa índole que aporten indicis suficients per suposar entramats hidràulics de consideració.
Tant la qualitat de les terres de labor existents a les riberes dels rius com l'estacionalitat del règim de precipitacions característica dels climes mediterranis del llevant peninsular suposen factors fonamentals a l'hora de determinar l'existència d'aquest tipus de conduccions d'aigua, utilitzant recursos i solucions tècniques similars al llarg de totes les èpoques.
Ja en 1239 el Rei Jaume I, després de la conquesta, confirma els privilegis que tenien els regadius de València, des d'antic, i en 1268 concedeix la facultat de nomenar sequiers de séquies. El Tribunal de les aigües es componia inicialment de set membres, als quals es va afegir el corresponent a la séquia de Quart-Benàger-Faitanar.
La referència concreta més antiga sobre l'aqüeducte és una cita sobre els seus arcs en una ordre del rei Jaume I l'any 1273, en la qual es parlava del seu estat deteriorat i de la necessitat de restauració. Encara notícies de les séquies després de la reconquesta comencen 1263.
Posteriorment les fonts bibliogràfiques que fan referència a estes xarxes hidràuliques són relativament escasses. La següent referència directa que coneixem data del primer quart del segle xix i correspon a l'estudiós francès Jaubert de Passa. En el seu estudi «Canals de reg de Catalunya i Regne de València» publicat en 1823 (amb traducció espanyola de 1844), porta a terme una anàlisi científica de les xarxes hidràuliques Enuso amb la intenció de trobar solucions als problemes de regadiu del Sud de França. L'observació sobre estructures antigues es redueix al tram de «Els arquets» de Manises, al que concedeix un origen islàmic: «El terme de Cuarte està separat del de Manises per una extensa rambla. Els moros van construir en ella un aqüeducte de 240 vares castellanes de longitud, compost de 28 arcs, dels quals el més alt, que és el del mig, té 10 vares d'elevació. Les aigües han format allí amb el llarg transcurs del temps una paret d'estalactites o capes calcàries que circumden els arcs, pilars, i fins a les cares exteriors ».
En l'obra no s'han trobat indicis materials de cap reparació fins a la gran restauració del segle xvi, malgrat el llarg període d'ús i abandonament evidenciat en l'estudi estratigràfic i a l'aterrament del barranc deduït de la diferència de cotes entre fonamentacions inicials i reforços. Això, però, no definiria una datació concreta sinó més aviat una pervivència més o menys llarga de la construcció inicial.
Segons Hortelano la conducció de Manises, per a la qual en principi s'ha de suposar una finalitat agrícola semblant a l'actual i no de proveïment urbà, s'ha de considerar una obra probablement d'època islámica donada la seva pertinença provada a un sistema de regs ja existent en el moment de la Reconquesta el reglament respectava els costums anteriors.
Malgrat que la historiografia actual ho ha datat en època romana, la manca d'aproximació tipològica als models d'obra hidràulica romana més propers fa arriscat retardar tant la seva construcció sense comptar amb proves arqueològiques o paral·lels constructius que permetin corroborar-ho fonamentalment.

### Descripció, traçat i entorn
L'obra original de l'aqüeducte és una sèrie regular de vint arcs de mig punt amb un traçat fonamentalment rectilini que descriu una lleugera corba oposada al pendent del barranc en el qual se situa. La seva longitud total és d'aproximadament 230 m. Es distingeixen tres sèries d'arcades consecutives determinades per les dimensions dels seus arcs.
Al sud, un grup de quatre voltes i al nord un altre de tres presenten una elevació major que el conjunt central. Aquest es troba format per les restants vint, compensant la diferència de nivell per mitjà d'un recrescut de formigó de calç amb blocs desiguals de pedra disposats en filades més o menys regulars.
Els pilars són de planta rectangular, amb unes dimensions mitjanes entre 130 i 150 cm d'amplada i 370 i 390 d'alçada. Estan sòlidament construïts amb blocs mitjans de pedra calcària de forma irregular travats amb morter de calç. De desenvolupament lleugerament troncopiramidal, els sondejos duts a terme demostren que en la seva fonamentació presenten una sabata irregular d'entre 15 i 40 cm d'alçària formada amb blocs i morter.
Els arcs estan construïts amb lloses irregulars de calcària disposades a manera de dovelles, presentant unes dimensions poc regulars. La llum mitjana oscil·la entre els 325 i els 450 cm, depenent de les desigualtats constructives i les voluminoses deformitats de les concrecions provocades per filtració de les aigües.
No es conserven restes del caixer original doncs les successives destruccions i reformes patides per la conducció han afectat especialment a la llera. Sembla probable, però, que pogués estar construït en formigó de calç encofrat i superposat a l'arcada d'anivellament. Un llarg període d'abandó degué ser la causa del col·lapse de la construcció, ja que no s'aprecien ni proves de destrucció intencionada ni desploms de pilars que poguessin haver estat provocades per avingudes del torrent.
No sembla, però, que el deteriorament suposara un greu perill per a l'estabilitat del conjunt, ja que es conserva el nucli de la fàbrica original en la pràctica totalitat dels arcs. L'abast de la destrucció pot avaluar identificant les reparacions posteriors consistents en la reposició del caixer, en el reforç mitjançant contraforts de l'estructura i en la reconstrucció dels extrems de la conducció i de certs punts de l'arcada.
El material de construcció emprat en les obres de reforç dels arcs és el maó massís (30 × 14,50 × 3,5 cm) formant amb morter de calç rosques de mig punt de doble filada o de filada i mitja que s'adossen lateralment a les cares externes de la construcció original. Per la mida dels maons emprats es pot datar entre els segle xvi segles xvi i xvii, havent-se realitzat obres de reparació en els segles XVIII, xix i en els inicis del segle xx.
La intervenció més recent data de la segona meitat del segle XX quan es procedeix a la demolició del caixer fins llavors en ús i a la reposició del nou llit. Aquest, construït en formigó encofrat, presenta perfil quadrangular amb un caminador lateral protegit per barana de ferro. Hi successius trams de 9,60 metres amb juntes reforçades per pilastres verticals adossades de formigó prefabricat. Un farciment de formigó amb rasant inclinada cap al sud serveix d'anivellament sobre la superfície preexistent. No es coneixen pertinences, accessoris i en general béns mobles associats a l'aqüeducte.